# Torneos de ajedrez entre hombres y computadoras
Este artículo documenta el significativo progreso de los partidos ajedrecísticos humano–ordenador
Las computadoras de ajedrez fueron las primeras capaces de vencer a los fuertes jugadores de ajedrez a finales de 1980. Su éxito más famoso fue la victoria de Deep Blue sobre el entonces campeón mundial de ajedrez Garry Kasparov en 1997, pero hubo cierta controversia sobre si las condiciones del partido a favor de la computadora.
En 2002-2003 se elaboraron tres torneos humano-computadora. Pero mientras que Deep Blue era una máquina especializada, estos fueron programas de ajedrez que se ejecutaron en los equipos disponibles en el mercado.
Varios programas de ajedrez que se ejecutan en las computadoras de escritorio disponibles en el mercado tenían convincentes victorias contra jugadores humanos en partidos en 2005 y 2006. Desde entonces, los programas de ajedrez se ejecutan en hardware comercial - más recientemente, incluidos los teléfonos móviles - han sido capaces de derrotar incluso a los jugadores humanos más fuertes.

## MANIAC (1956)
En 1956 MANIAC, desarrollado en Los Álamos: Laboratorio Científico, se convertiría en el primer ordenador para derrotar a un humano en un juego ajedrecístico. Jugando con el simplificado Los Álamos rules,  derrotó a un novato en 23 movimientos.

## Mac Hack VI  (1966–1968)
En 1966 el estudiante del MIT Richard Greenblatt escribió el programa ajedrecístico Mac Hack VI utilizando MIDAS, un lenguaje macro ensamblado en un ordenador Digital Equipment Corporation PDP-6 con 16K de memoria. Mac Hack VI evaluó 10 posiciones por segundo.
En 1967, varios estudiantes y profesores del MIT (organizados por Seymour Papert) desafiaron el Dr. Hubert Dreyfus para jugar una partida de ajedrez contra Mac Hack VI. Dreyfus, profesor de filosofía en el MIT, escribió el libro Lo que los ordenadores no pueden hacer, cuestionando la capacidad del equipo para servir como un modelo para el cerebro humano. También afirmó que ningún programa informático podría derrotar incluso un niño de 10 años de edad, en el ajedrez. Dreyfus aceptó el desafío. Herbert A. Simon, un pionero de la inteligencia artificial, vio el partido. Él dijo "Fue un maravilloso juego -. Una verdadera situación tensa entre dos tercos con ráfagas de ideas y planes diabólicos ... grandes momentos de drama y desastre que van en este tipo de juegos" El equipo estaba batiendo a Dreyfus cuando se encontró con un movimiento, lo que podría tener capturada la dama enemiga. La única forma en que el equipo podría salir de esta era mantener a Dreyfus en jaques con su propia reina hasta que pudiera desembolsar la reina y el rey, y luego intercambiarlos. Eso es lo que hizo el equipo.  Por último, el equipo dio jaque mate a Dreyfus en el centro del tablero.
En la primavera de 1967, Mac Hack VI jugó en el campeonato amateur de Boston ganando 2 juegos y 2 empates. Mac Hack VI vence al jugador 1510 de La Federación de Ajedrez de Estados Unidos . Esta es la primera vez que un equipo ganó un juego en un torneo humano. A finales de 1968, Mac Hack VI alcanzó una calificación de 1529. La calificación promedio en el USCF era cerca de 1.500.

## Chess x.x (1968 –1978)
En 1968, los estudiantes de la Universidad Northwestern Larry Atkin, David Slate y Keith Gorlen comenzaron a trabajar en Ajedrez (Northwestern University). El 25 de julio de 1976, Chess 4.5 anotó 5-0 en la Serie B (1600-1799) sección del cuarto torneo de ajedrez Paul Masson en Saratoga, California. Esta fue la primera vez que un equipo ganó un torneo humano.La calificación de Chess 4.5 fue de 1722.Chess 4.5 se ejecuta en un superordenador  CDC  175  (2.1 megaflops).Se observaron menos de 1500 posiciones por segundo. El 20 de febrero de 1977, Chess 4.5 ganó el Campeonato Abierto de Minnesota con 5 victorias y 1 derrota. Derrotó al experto Charles Fenner de clasificación de 2016. El 30 de abril de 1978, Chess 4.6 anotó 5-0 en el Twin Cities Open in Minneapolis. Chess 4.6 fue calificado 2040.

## La apuesta de David Levy (1978)
Durante mucho tiempo, en los años 1970 y 1980 se mantuvo abierta la cuestión de si cualquier programa de ajedrez sería capaz de derrotar a la experiencia de los mejores seres humanos. En 1968, el Maestro Internacional David Levy hizo una famosa apuesta que ningún ordenador de ajedrez sería capaz de vencerlo dentro de diez años. Ganó su apuesta en 1978 al vencer a ajedrez 4,7 (el equipo más fuerte en el momento), pero reconoció entonces que no pasaría mucho tiempo antes de que él fuera superado.

## Cray Blitz (1981)
En 1981, Cray Blitz anotó 5-0 en el campeonato del estado de Misisipi. En la ronda 4 derrotó Joe Sentef (2262) para convertirse en el primer equipo en vencer a un maestro en un juego de torneo y la primera computadora en tener nivel Master (2258).

## HiTech (1988)
En 1988, HiTech ganó el Campeonato Ajedrecístico Estatal de Pensilvania con una puntuación de 4.5–0.5. HiTech venció al Maestro Internacional Ed Formanek (2485).
La Copa Man versus Computer Chess Challenge en la Universidad de Harvard, fue organizada por la Universidad de Harvard. Habría seis desafíos desde 1989 hasta 1995. Ellos se jugaron en Boston y Nueva York. En cada desafío los seres humanos puntuaron más alto y el más alto fue marcado por un ser humano.
| Año  | Hombres-Compu. | Puntos humanos | Compu. Puntos | Ganador                    | Puntos | Programa mejor  | Puntos | Rango |
| ---- | -------------- | -------------- | ------------- | -------------------------- | ------ | --------------- | ------ | ----- |
| 1989 | 4–4            | 13½            | 2½            | Boris Gulko, Michael Rohde | 4      | Deep Thought    | 1      | 5     |
| 1991 | 4–4            | 12             | 4             | Maxim Dlugy                | 3½     | Heuristic Alpha | 2      | 5     |
| 1992 | 5–5            | 18             | 7             | Michael Rohde              | 5      | Sócrates        | 3      | 3     |
| 1993 | 6–6            | 27             | 9             | Joel Benjamin              | 5      | Sócrates        | 3      | 6     |
| 1994 | 6–8            | 29½            | 18½           | Joel Benjamin              | 6½     | WChess          | 5      | 4     |
| 1995 | 6–6            | 23½            | 12½           | Joel Benjamin              | 4½     | Virtual Chess   | 3½     | 4     |

## The Aegon Man-Machine Tournaments (1986–1997)
Los 12 torneos Aegon Hombre-Computadoras  fueron sostenidos anualmente a partir de 1986 a 1997. La Federación holandesa del ajedrez (CSVN) organizó los torneos Hombre-Máquina de Aegon en La Haya, Países Bajos. La compañía de seguros Aegon organizó los torneos. Un número igual de humanos y computadoras jugó un torneo suizo de 6 rondas con todos los juegos entre humanos y computadoras. Los primeros torneos eran en su mayoría jugadores locales y especialistas en tácticas anti-computadora. En los últimos torneos se incluyeron maestros y grandes maestros. En los primeros torneos, los humanos ganaron más partidos. En los últimos torneos, las computadoras ganaron más juegos.
100 jugadores jugaron en el torneo de 1997. Las computadoras ganaron 151 ½ puntos. Los seres humanos ganaron 148 ½ puntos. Yona Kosashvili obtuvo el mejor puntaje para los humanos en 6 puntos de 6 partidos. Kallisto obtuvo el puntaje más alto para las computadoras en 4 ½ puntos.
| Año  | Jugadores | Rondas | Puntos humanos     | Comp Puntos | Ganador                | Puntos | Programa mejor   | Puntos | Rango |
| ---- | --------- | ------ | ------------------ | ----------- | ---------------------- | ------ | ---------------- | ------ | ----- |
| 1986 | 211       | 7      | Fred van der Vliet | 6           | Rebel                  | 4½     | 5                |        |       |
| 1987 | 213       | 6      | Martin Voorn       | 6           | Mephisto Dallas 16 bit | 4½     | 3                |        |       |
| 1988 | 216       | 6      | Lex Jongsma        | 6           | Mephisto Mega 4        | 4      | 7                |        |       |
| 1989 | 216       | 6      | 57½                | 23          | Ad van den Berg        | 5      | Chess Challenger | 3½     | 8     |
| 1990 | 214       | 6      | 47                 | 37          | HiTech                 | 5      | HiTech           | 5      | 1     |
| 1991 | 220       | 6      | John van der Wiel  | 6           | MChess                 | 4      | 8                |        |       |
| 1992 | 224       | 6      | 84                 | 60          | David Bronstein        | 6      | Mephisto 68030   | 4      | 8     |
| 1993 | 232       | 6      | David Bronstein    | 5½          | The King               | 5      | 3                |        |       |
| 1994 | 238       | 6      | 114                | 114         | Larry Christiansen     | 5½     | Gideon           | 4½     | 5     |
| 1995 | 248       | 6      | 132                | 155         | John van der Wiel      | 5½     | Hiarcs           | 5      | 2     |
| 1996 | 250       | 6      | 137½               | 162½        | Yasser Seirawan        | 6      | Quest            | 4½     | 5     |
| 1997 | 250       | 6      | 148½               | 151½        | Yona Kosashvili        | 6      | Kallisto         | 4½     | 4     |

## Deep Thought (1989)
En 1988, Deep Thought compartió el primer lugar con Tony Miles en el Campeonato Toolworks software, por delante de un ex campeón mundial Mikhail Tal y varios grandes maestros incluyendo Samuel Reshevsky, Walter Browne, y Mikhail Gurevich. También derrotó gran maestro Bent Larsen, convirtiéndolo en el primer equipo en vencer a un gran maestro en un torneo. Su calificación para el rendimiento en este torneo de 2745 (escala USCF). [cita requerida]
En 1989, Levy fue derrotado por el ordenador Deep Thought en un partido de exposición.
Deep Thought, aun así, era todavía considerado por debajo del Nivel de Campeonato Mundial, cuando el entonces reinante campeón ajedrecístico mundial Garry Kasparov lo derrotó en dos ocasiones convincentemente en 1989.

## Chess Genius (1994)
Se introdujo el programa "Chess Genius" en el Professional Chess Association rapid chess tournament in 1994. venció y eliminadó al campeón mundial Kasparov, pero perdió frente a Viswanathan Anand en la siguiente ronda. Esta fue la primera vez que un equipo había derrotado al campeón del mundo en un partido oficial, aunque a controles de tiempo rápidos.

## Kasparov – Deep Blue (1996–1997)

### 1996
Juego 1.
|       |       |    |       |       |       |       |       |    |  |
|       | a8    | b8 | c8    | d8    | e8    | f8    | g8    | h8 |  |
| a7    | b7    | c7 | d7    | e7    | f7    | g7    | h7 rl |    |  |
| a6    | b6    | c6 | d6    | e6    | f6 qd | g6    | h6 kd |    |  |
| a5    | b5    | c5 | d5 ql | e5    | f5    | g5 nl | h5    |    |  |
| a4    | b4    | c4 | d4 pd | e4    | f4    | g4    | h4    |    |  |
| a3 pl | b3 pl | c3 | d3    | e3    | f3 pd | g3 pl | h3 pl |    |  |
| a2    | b2    | c2 | d2    | e2    | f2 nd | g2    | h2 kl |    |  |
| a1    | b1    | c1 | d1    | e1 rd | f1    | g1    | h1    |    |  |
|       |       |    |       |       |       |       |       |    |  |

Kasparov jugó un torneo de seis partidas contra Deep Blue de IBM en 1996. Kasparov perdió el primer juego (Deep Blue - Kasparov de 1996, el Juego 1), la primera vez que un campeón del mundo había perdido con un ordenador mediante controles regulares de tiempo. Sin embargo, Kasparov se reagrupó para ganar tres y empatar dos de los cinco partidos restantes del torneo, para una victoria 4-2 partido convincente.

### 1997
En mayo de 1997, una versión actualizada de Deep Blue derrotó a Kaspárov 3½-2½ en un match de seis partidos muy publicitado. Kasparov ganó la primera, perdió el segundo, y sacó los tres siguientes. El partido fue parejo después de cinco juegos, pero Kasparov fue aplastado en el Juego 6. Esta fue la primera vez que un equipo había derrotado a un campeón del mundo en match. Una película documental se hizo famosa sobre este partido en marcha titulada Game Over: Kasparov and the Machine.
Cabe señalar sin embargo, que en el juego 6, Kasparov cometió un error muy temprano. Kasparov cita el cansancio y el descontento con el comportamiento del equipo de IBM en el momento como la razón principal.
Kasparov afirmó que varios factores pesaron contra él en este partido. En particular, se le niega el acceso a los últimos partidos de Deep Blue, en contraste con la computadora que podría estudiar cientos de Kasparov.
Después de la pérdida Kasparov dijo que a veces se vio una profunda inteligencia y la creatividad en los movimientos de la máquina, lo que sugiere que durante el segundo juego,  jugadores de ajedrez humanos, en contravención de las normas, intervinieron. IBM negó que hicieron trampas, diciendo que la única intervención humana se produjo entre los juegos. Las normas previstas para los desarrolladores para modificar el programa entre los juegos, fue una oportunidad que dijeron que habían utilizado para apuntalar debilidades en el juego de la computadora de manifiesto en el transcurso del partido. Kaspárov solicitó copias impresas de los archivos de registro del equipo de IBM, pero IBM se negó, aunque la compañía publicó posteriormente los registros en Internet. Kasparov exigió una revancha, pero IBM se negó y desmanteló Deep Blue.
Kasparov sostiene que le dijeron que el partido iba a ser un proyecto científico, pero que pronto se hizo evidente que IBM solo quería superarlo y nada más .

## Anand – REBEL (1998)
Con el aumento de potencia de procesamiento, los programas de ajedrez que se ejecutan en las estaciones de trabajo regulares comenzaron a rivalizar con los mejores jugadores. En 1998, Rebel 10 derrotó a Viswanathan Anand, que en ese momento estaba en segundo lugar en el mundo, por un marcador de 5-3. Sin embargo la mayoría de estos juegos no fueron jugados en los controles de tiempo normales. De los ocho partidos, cuatro fueron juegos Blitz  (cinco minutos más cinco segundos de retardo Fischer (véase el control de tiempo) para cada movimiento) de estos Rebel ganó 3-1. A continuación, dos eran juegos semi-Blitz (quince minutos por cada lado), que Rebel ganó también (1½-½). Por último dos juegos fueron jugados como los juegos de los torneos (cuarenta movimientos en dos horas, a una hora de muerte súbita) Aquí fue Anand que ganó ½-1 ½. Por lo menos en los juegos rápidos los ordenadores jugaron mejor que los seres humanos, pero al control de tiempo clásico - en el que se determina la clasificación de un jugador - la ventaja no era tan clara.

## Deep Junior at Dortmund (2000)
Deep Junior jugó 9 grandmasters en la Reunión de ajedrez Sparkassen en Dortmund, Alemania del 6 de julio al 17 de julio de 2000. La Reunión de ajedrez Sparkassen 2000 fue un torneo de ajedrez categoría 19. El programa de ordenador Deep Junior compitió en un formato de round robin. Deep Junior marcó 4.5 en 9 rondas. Deep Junior lleva a cabo a una puntuación de 2,703.
| Ronda | Blanco      | Elo           | Negro       | Elo | Resultado | Movimientos | ECO |
| ----- | ----------- | ------------- | ----------- | --- | --------- | ----------- | --- |
| 1     | Bareev, E   | 2702          | Deep Junior | ½–½ | 146       | D46         |     |
| 2     | Deep Junior | Huebner, R    | 2615        | 1-0 | 39        | C04         |     |
| 3     | Adams, M    | 2755          | Deep Junior | ½–½ | 84        | C68         |     |
| 4     | Deep Junior | Khalifman, Un | 2667        | ½–½ | 129       | B08         |     |
| 5     | Kramnik, V  | 2770          | Deep Junior | 1-0 | 65        | D00         |     |
| 6     | Deep Junior | Akopian, V    | 2660        | ½–½ | 89        | B00         |     |
| 7     | Anand, V    | 2762          | Deep Junior | ½–½ | 35        | D05         |     |
| 8     | Deep Junior | Piket,        | 2649        | 0-1 | 68        | B15         |     |
| 9     | Leko, P     | 2740          | Deep Junior | 0-1 | 120       | C48         |     |

## Kramnik – Deep Fritz  (2002)
En octubre de 2002, Vladimir Kramnik (que había sucedido a Kasparov como Campeón Internacional de Ajedrez Clásico) y Deep Fritz compitieron en los eight-game Brains in Bahrain, que terminó en un empate 4-4.
A Kramnik se le dieron varias ventajas en su partido contra Fritz, en comparación con la mayoría de otros partidos hombre contra la máquina, tal como la que Kasparov perdió contra Deep Blue en 1997. El código de Fritz se congeló un poco de tiempo antes del primer partido y a Kramnik se le dio una copia de Fritz para practicar con varios meses. de antelación. Otra diferencia es que en los juegos que duran más de 56 movimientos, Kramnik se le permitió levantar la sesión hasta el día siguiente, tiempo durante el cual podría utilizar su copia de Fritz para ayudarle en su análisis durante la noche de la posición.
Kramnik ganó los juegos 2 y 3 por las tácticas anti-informáticos "convencionales" - jugar de forma conservadora para una ventaja a largo plazo - el equipo no es capaz de ver en su búsqueda en el árbol de juego. Fritz, sin embargo, ganó el Juego 5 después de un error grave por Kramnik. El juego 6 fue descrito por los comentaristas del torneo como "espectacular". Kramnik, en una mejor posición en el medio juego temprano, intentó un sacrificio de pieza para lograr un fuerte ataque táctico, una estrategia conocida por ser altamente arriesgada . Como era de esperar, Fritz encontró una defensa hermética y el ataque de Kramnik se agotó dejándolo en una mala posición. Kramnik renunció el juego, creyendo que la posición estaba perdida. Sin embargo, después de los análisis por ordenador se ha demostrado que el programa Fritz era poco probable que haya sido capaz de forzar una victoria y Kramnik había sacrificado efectivamente una posición de tablas. Los dos últimos partidos fueron empates. Dadas las circunstancias, la mayoría de los comentaristas todavía dicen que Kramnik el jugador más fuerte en el partido.[cita requerida]

## Kasparov – Deep Junior (2003)
En enero de 2003, Kasparov participa en un match de seis partidos a control de tiempo clásico con un de premio de $ 1 millones, que se anuncia como el Campeonato Mundial FIDE "Hombre contra Máquina" , contra Deep Junior. El motor evaluó tres millones de posiciones por segundo. Después de ganar cada uno y tres empates, que era todo hasta el último partido. El juego final del match fue televisado por ESPN2 y fue visto por un estimado de 200-300 millones de personas. Después de alcanzar una posición decente Kaspárov ofreció las tablas, que pronto fue aceptada por el equipo Deep Junior. Cuando se le preguntó por qué ofreció tablas, Kaspárov dijo que temía hacer un error. Originalmente, planeado como un evento anual, el partido no se repitió.

## Kasparov – X3D Fritz (2003)
En noviembre de 2003, Kasparov participa en un match de cuatro partidos ante el programa de ordenador X3D Fritz (que se dice que tienen una calificación estimada de 2807), usando un tablero virtual, gafas 3D y un sistema de reconocimiento de voz. Después de dos empates y una victoria cada uno, el match X3D Hombre-Máquina terminó en un empate. Kasparov recibió $ 175.000 como resultado y se llevó a casa el trofeo de oro. Kaspárov criticó un error en el segundo juego que le costó un punto crucial. Él sentía que había jugado mejor que el equipo y jugó bien. "Sólo hice un error, pero por desgracia un error me hizo perder el juego."

## Man vs Machine World Team Championship (2004–2005)
El Man vs Machine World Team Championships fueron dos torneos de ajedrez en Bilbao, España, entre los principales maestros de ajedrez y computadoras de ajedrez. Ambos fueron ganados por los computadoras de manera convincente. 

### 2004
En octubre de 2004, Ruslan Ponomariov, Veselin Topalov y Serguéi Kariakin jugaron contra las computadoras Hydra, Fritz 8, y Deep Junior. Ponomariov y Topalov eran campeones FIDE de ajedrez. Serguéi Kariakin a los 12 años fue el Gran Maestro más joven. Los ordenadores ganaron 8.5 a 3.5. Los seres humanos ganaron un juego, Karjakin, el jugador más joven y de menor potencia, derrotó a Deep Junior.
- Ponomariov – Hydra 0–1
- Fritz – Karjakin 1–0
- Joven profundo – Topalov 1/2–1/2
- Karjakin – Joven profundo 1–0
- Ponomariov – Fritz 1/2–1/2
- Topalov – Hydra 1/2–1/2
- Joven profundo – Ponomariov 1/2–1/2
- Hydra – Karjakin 1–0
- Fritz – Topalov 1–0
- Hydra – Ponomariov 1–0
- Karjakin – Fritz 0–1
- Topalov – Joven profundo 1/2–1/2

### 2005
En noviembre de 2005, 3 excampeones mundiales de ajedrez de la FIDE, Alexander Khalifman, Ruslan Ponomariov y Rustam Kasimdzhanov jugó contra equipos Hydra, Junior y Fritz. Los equipos ganaron 8 a 4. El juego Ponomariov vs Fritz del 21 de noviembre de 2005 es el último triunfo conocido por un ser humano contra un equipo de alto desempeño en condiciones normales de torneos de ajedrez.
- Ponomariov – Junior 0 –1
- Hydra – Kasimdzhanov 1–0
- Fritz – Khalifman 1–0
- Ponomariov – Fritz 1–0
- Kasimdzhanov – Junior 1/2–1/2
- Khalifman – Hydra 1/2–1/2
- Hydra – Ponomariov 1–0
- Fritz – Kasimdzhanov 1/2–1/2
- Junior – Khalifman 1–0
- Ponomariov – Junior 1/2–1/2
- Kasimdzhanov – Hydra 1/2–1/2
- Khalifman – Fritz 1/2–1/2

## Hydra – Adams (2005)
En 2005, Hydra, una computadora de ajedrez dedicada con hardware personalizado y sesenta y cuatro procesadores y también ganadora del 14º IPCCC en 2005, aplastó al séptimo clasificado Michael Adams 5½ ½ en un match de seis partidos. Mientras que Adams fue criticado por no prepararse tan bien como Kasparov y Kramnik, algunos comentaristas vieron esto como anunciando el final de los partidos humanos-computadoras.

## Kramnik – Deep Fritz (2006)
Kramnik, que seguía siendo el campeón del Mundo, jugó un match de seis partidos contra el programa Deep Fritz en Bonn, Alemania, del 25 de noviembre al 5 de diciembre de 2006, perdiendo 4-2 ante la máquina, con dos derrotas y cuatro empates. Recibió 500.000 euros por jugar y habría recibido otros 500.000 euros si hubiera ganado el match. La versión 10 de Deep Fritz funcionaba en un ordenador que contenía dos CPU Intel Xeon (un procesador Xeon DC 5160 de 3 GHz con un FSB de 1333 MHz y un caché L2 de 4 MB) y pudo evaluar ocho millones de posiciones por segundo. Kramnik recibió una copia del programa a mediados de octubre para las pruebas, pero la versión final incluyó un libro de apertura actualizado. Excepto por actualizaciones limitadas al libro de apertura, el programa no se permitió cambiar durante el curso del match. Las tablas de final de juego utilizadas por el programa se restringieron a cinco piezas, aunque una base de tabla completa de seis piezas está ampliamente disponible. Mientras Deep Fritz estaba en su apertura, Kramnik puede ver la pantalla de Fritz. La pantalla de Fritz contiene movimientos de apertura de libros, número de juegos, rendimiento de Elo, puntuación de los juegos grandmaster y la ponderación de movimiento.
En los primeros cinco juegos Kramnik dirigió el juego en un típico "anti-ordenador" concurso de posición. El 25 de noviembre, el primer juego terminó en un empate en la 47.ª jugada. Varios comentaristas creen que Kramnik perdió una victoria. Dos días más tarde, el segundo juego resultó en una victoria para Deep Fritz, cuando Kramnik hizo lo que podría llamarse el "error del siglo", de acuerdo con Susan Polgar, cuando no pudo defenderse contra un compañero en una amenazada en un par posición. (Véase también Deep Fritz v. Vladimir Kramnik error). El tercer, cuarto y quinto partido en el partido terminó en empates.
En el juego final, en un intento de empatar el match, Kramnik jugó la Defensa Siciliana más agresiva y fue aplastado, perdiendo el match4–2.
Se especuló que el interés en la competición de ajedrez humano-computadora se desplomaría como resultado del match Kramnik-Deep Fritz 2006. Según el profesor Monty Newborn de la Universidad de McGill, por ejemplo, "la ciencia está hecha". La predicción parece haberse hecho realidad, sin grandes coincidencias entre humanos y computadoras en los próximos 10 años.

## Rybka odds matches (2007–2008)
Desde 2007 Rybka ha jugado algunos partidos contra los grandes maestros. Jaan Ehlvest perdió por primera vez un partido de apuestas, luego perdió un partido cuando le dieron tiempo, color, apertura y ventajas de fin. Romano Dzindzichashvili luego perdió un partido cuando se le dio el peón y las probabilidades de movimiento.
En septiembre de 2008, Rybka jugó un partido contra Vadim Milov, su oponente más fuerte. (Milov en el momento tenía una calificación Elo de 2705, 28 en el mundo). El resultado fue una estrecha victoria para Milov: había ganado 1½-½ cuando se le dieron peón y movimiento, y 2½-1½ (1 victoria, 3 empates) cuando se le dieron probabilidades de cambio pero jugando negro. En dos juegos estándar (Milov tenía blanco, ningunas probabilidades), Rybka ganó 1½-½.

## Pocket Fritz 4 (2009)
En 2009 un motor de ajedrez que se ejecuta en hardware más lento, un teléfono móvil de 528 MHz HTC Touch HD, alcanzó el nivel de gran maestro. El teléfono móvil ganó un torneo de categoría 6 con un índice de rendimiento de 2898. El motor de ajedrez Hiarcs 13 corre dentro Pocket Fritz 4 en el teléfono móvil HTC Touch HD. Pocket Fritz 4 ganó el torneo de la Copa Mercosur en Buenos Aires, Argentina con 9 victorias y 1 empate en agosto de 2009. Pocket Fritz 4 busca en menos de 20.000 posiciones por segundo. Esto está en contraste con los superordenadores tales como Deep Blue que busca a 200 millones de posiciones por segundo. Pocket Fritz 4 alcanza un nivel de rendimiento más alto que Deep Blue.
Pocket Fritz 3 con la versión 12.1 de Hiarcs ganó el mismo evento el año anterior con seis victorias y cuatro empates, corriendo en un HP iPAQ hx2790 de 624 MHz. La Copa Mercosur 2008 fue un torneo de categoría 7. Pocket Fritz 3 alcanzó un rendimiento de 2690.

## Partidos Komodo handicap  (2015)
En 2015, el motor de ajedrez de Komodo ha jugado un par de partidos handicap con el GM Sergej Movsesian, GM Martin Petr, GM Petr Neuman, FM Victor Bolzoni, FM John Meyer, Mark Gray y FM Larry Gilden.